# Brug 783
Brug 783 is een bouwkundig kunstwerk in Halfweg. Alhoewel gelegen in de gemeente Haarlemmermeer kent het een Amsterdams brugnummer.

## Versie 1
In 1970 ontwerpt de Dienst der Publieke Werken een voetbrug in het project Kanaal om de West. Om dat kanaal te voltooien is een tijdelijk afvoerkanaal uitgegraven vanuit Zijkanaal F richting Noordzeekanaal (het Kanaal werd nooit aangelegd). Tekenend is dat de brug niet ontworpen is door de afdeling bruggen, maar de afdeling haven- en brugwerken. De brug is dan gelegen in de Kanaalweg van Halfweg. Om de kruising van waterwegen te kunnen maken moeten woonschepen verplaatst (verhaald)  worden. Tussen de landhoofden rust de voetbrug op twee centraal in het water staande sets van brugpijlers.

## Versie 2
Vanaf 1984 wordt er gebouwd aan een nieuwe brug. Er moet circa 56 meter overspannen worden, verdeeld over vijf paar brugpijlers, onderling verbonden met kruis en jukken. Behalve voor voetgangers wordt de brug en de omgeving dan geschikt gemaakt voor fietsers. Het wordt opnieuw een houten brug. De brug valt dan nog onder gemeente Amsterdam, nu wel onder de afdeling Bruggen. Als de brug weer begint te slijten is het onduidelijk wie het beheer over de brug voert; het blijkt Hoogheemraadschap Rijnland te zijn.

## Versie 3
In 2015 is versie 2 zodanig vermolmd en versleten dat het hoogheemraadschap sloopplannen aankondigt; bruggen behoren niet tot haar kerntaken. De buurt komt in opstand want de brug is een belangrijk verkeersknooppunt al is dat dan alleen voor voetgangers en fietsers. De gemeenten Haarlemmerliede en Spaarnwoude en Amsterdam vinden dat de brug daarom gehandhaafd moet worden. Slopen betekent veelal een omweg van 1,5 kilometer. Ook speelt mee dat de wijk Halfweg-Noord eigenlijk maar één verbinding heeft met de rest van Halfweg, een nauw spoortunneltje; bij calamiteiten zouden de bewoners van die wijk geen kant op kunnen. Na vijf jaar touwtrekken begint de aannemer aan de vervanging van de brug (mei 2020) op kosten van het hoogheemraadschap, dat na de bouw het beheer meteen overdraagt aan Recreatieschap Spaarnwoude, dat op die manier kan gaan budgetteren op onderhoud. Ditmaal is de brug grotendeels van metaal, maar nog wel met een planken brugdek. Het grootste probleem bij de brug blijft dat ze zowel gebruikt mag worden door voetgangers als fietsers, die zich daar niet altijd van bewust zijn (er is geen splitsing). De brug wordt opnieuw een verkeersknooppunt voor voetgangers en fietsers binnen Spaarnwoude, de Brettenzone en de Tuinen van West. Het ontwerp is van Haasnoot Bruggen die de bouw overliet aan een gespecialiseerd bedrijf in grondwerk. Of de brug haar Amsterdamse nummer behoudt is onbekend.

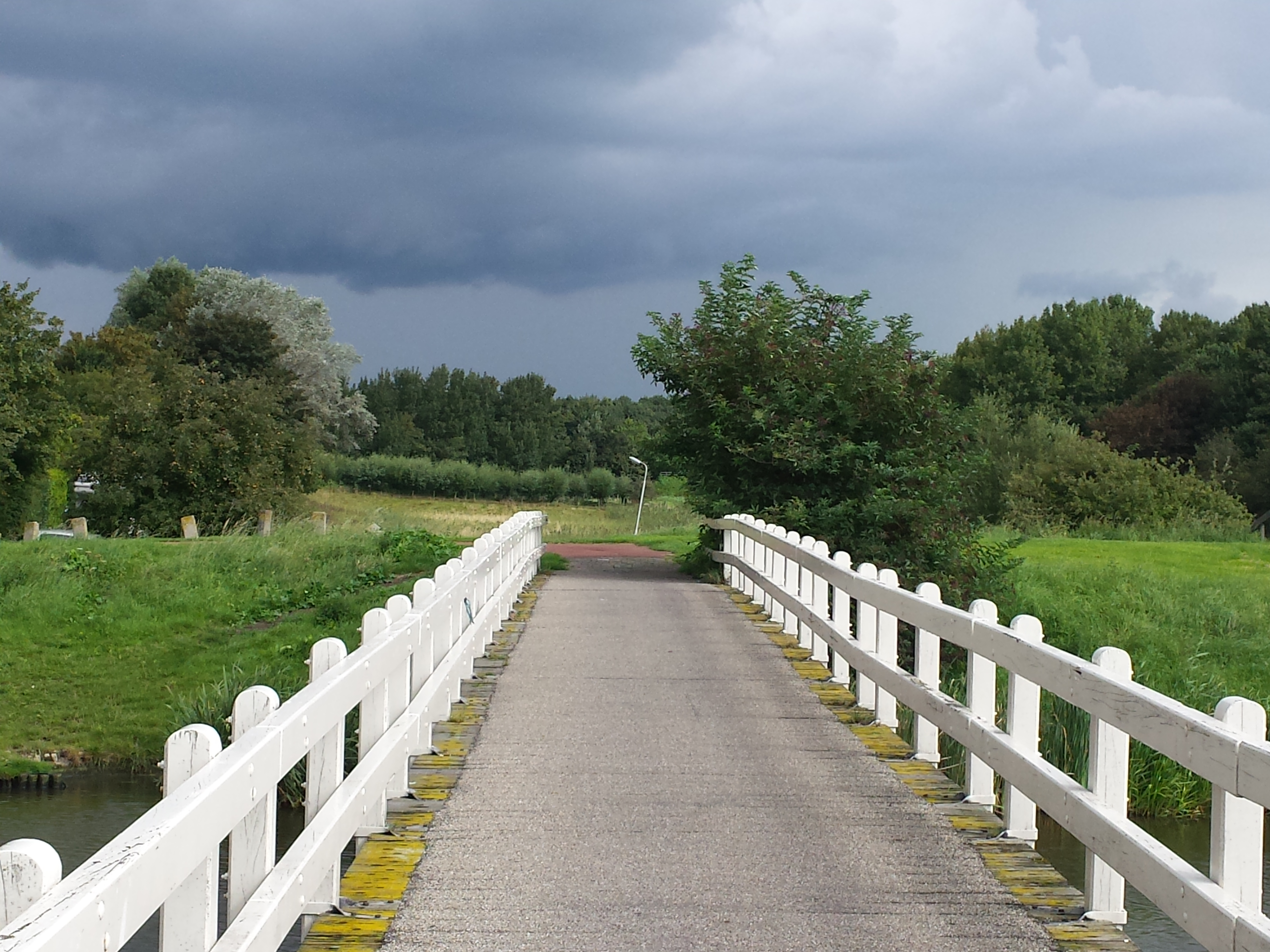
Brug 783 (versie 2 in 2014)

<<< · 700 · 701 · 702 · 703 · 704 · 705 · 706 · 707 · 708 · 709 · 710 · 711 · 712 · 713 · 714 · 715 · 716 · 717 · 718 · 719 · 720 · 721 · 722 · 725 · 726 · 729 · 730-738 · 739 · 740 · 741 · 742 · 743 · 744 · 745 · 746 · 747 · 748 · 749 · 751 · 752 · 753 · 754 · 755 · 756 · 757 · 758 · 759 · 760 · 761 · 762 · 763 · 764 · 765 · 766 · 767 · 768 · 769 · 770 · 771 · 772 · 773 · 775 · 776 · 777 · 778 · 779 · 780 · 781 · 782 · 783 · 784 · 786 · 787 · 788 · 789 · 790 · 791 · 792 · 793 · 794 · 795 · 797 · >>>
Brugnummers  723, 724, 727, 728, 750, 774, 785, 796 (niet gerealiseerde brug over de Slotervaart), 798 en 799 zijn niet vergeven.